# 布雷默 (德国)
布雷默（德語：Brehme）是德国图林根州的市镇，隶属于艾希斯费尔德县。总面积为5.3平方千米，截至2023年12月31日总人口为1,088人。